# Maline pri Štrekljevcu
Maline pri Štrekljevcu este o localitate din comuna Semič, Slovenia, cu o populație de 35 de locuitori.